# Championnat de la CONMEBOL de football des moins de 17 ans
Le Championnat de la CONMEBOL de football des moins de 17 ans ou Campeonato Sudamericano de Fútbol Sub-17 ou Campeonato Sul-Americano de Futebol Sub-17 est une compétition de football ayant lieu en Amérique du Sud (CONMEBOL), tous les deux ans, pour les équipes sud-américaines des moins de 17 ans, servant de qualification pour la Coupe du monde de football des moins de 17 ans.

## Résultats

### Palmarès par édition
| 1985 détails | Argentine | Argentine     | –              | Brésil    | Équateur  | –              | Chili     |
| 1986 détails | Pérou     | Bolivie (1)   | –              | Brésil    | Équateur  | –              | Argentine |
| 1988 détails | Équateur  | Brésil        | –              | Argentine | Colombie  | –              | Paraguay  |
| 1991 détails | Paraguay  | Brésil        | –              | Uruguay   | Argentine | –              | Chili     |
| 1993 détails | Colombie  | Colombie (1)  | –              | Chili     | Argentine | –              | Brésil    |
| 1995 détails | Pérou     | Brésil        | –              | Argentine | Uruguay   | –              | Chili     |
| 1997 détails | Paraguay  | Brésil        | Phase de poule | Argentine | Chili     | Phase de poule | Paraguay  |
| 1999 détails | Uruguay   | Brésil        | 5–0            | Paraguay  | Uruguay   | 4–2            | Argentine |
| 2001 détails | Pérou     | Brésil        | Phase de poule | Argentine | Paraguay  | Phase de poule | Venezuela |
| 2003 détails | Bolivie   | Argentine     | Phase de poule | Brésil    | Colombie  | Phase de poule | Uruguay   |
| 2005 détails | Venezuela | Brésil        | Phase de poule | Uruguay   | Équateur  | Phase de poule | Colombie  |
| 2007 détails | Équateur  | Brésil        | Phase de poule | Colombie  | Argentine | Phase de poule | Pérou     |
| 2009 détails | Chili     | Brésil        | 2–2 6–5 tab    | Argentine | Uruguay   | Phase de poule | Colombie  |
| 2011 détails | Équateur  | Brésil        | Phase de poule | Uruguay   | Argentine | Phase de poule | Équateur  |
| 2013 détails | Argentine | Argentine     | Phase de poule | Venezuela | Brésil    | Phase de poule | Uruguay   |
| 2015 détails | Paraguay  | Brésil        | Phase de poule | Argentine | Équateur  | Phase de poule | Paraguay  |
| 2017 détails | Chili     | Brésil        | Phase de poule | Chili     | Paraguay  | Phase de poule | Colombie  |
| 2019 détails | Pérou     | Argentine (4) | Phase de poule | Chili     | Paraguay  | Phase de poule | Équateur  |
| 2023 détails | Équateur  | Brésil        | Phase de poule | Équateur  | Argentine | Phase de poule | Venezuela |
| 2025 détails | Colombie  | Brésil (14)   | 1–1 4–1 tab    | Colombie  | Venezuela | 3–0            | Chili     |

## Bilan par pays
| Équipe    | Vainqueur                                                                               | Finaliste                              | 3e place                         | 4e place                   |
| --------- | --------------------------------------------------------------------------------------- | -------------------------------------- | -------------------------------- | -------------------------- |
| Brésil    | 14 (1988, 1991, 1995, 1997, 1999, 2001, 2005, 2007, 2009, 2011, 2015, 2017, 2023, 2025) | 3 (1985, 1986, 2003)                   | 1 (2013)                         | 1 (1993)                   |
| Argentine | 4 (1985, 2003, 2013, 2019)                                                              | 6 (1988, 1995, 1997, 2001, 2009, 2015) | 5 (1991, 1993, 2007, 2011, 2023) | 2 (1986, 1999)             |
| Colombie  | 1 (1993)                                                                                | 2 (2007, 2025)                         | 2 (1988, 2003)                   | 3 (2005, 2009, 2017)       |
| Bolivie   | 1 (1986)                                                                                |                                        |                                  |                            |
| Uruguay   |                                                                                         | 3 (1991, 2005, 2011)                   | 3 (1995, 1999, 2009)             | 2 (2003, 2013)             |
| Chili     |                                                                                         | 3 (1993, 2017, 2019)                   | 1 (1997)                         | 4 (1985, 1991, 1995, 2025) |
| Paraguay  |                                                                                         | 1 (1999)                               | 3 (2001, 2017, 2019)             | 3 (1988, 1997, 2015)       |
| Venezuela |                                                                                         | 1 (2013)                               | 1 (2025)                         | 2 (2001, 2023)             |
| Équateur  |                                                                                         | 1 (2023)                               | 4 (1985, 1986, 2005, 2015)       | 2 (2011, 2019)             |
| Pérou     |                                                                                         |                                        |                                  | 1 (2007)                   |